# Hemicarpenteles ornatum
Hemicarpenteles ornatum är en svampart som först beskrevs av Chirayathumadom Venkatachalier Subramanian, och fick sitt nu gällande namn av Arx 1974. Hemicarpenteles ornatum ingår i släktet Hemicarpenteles och familjen Trichocomaceae.   Inga underarter finns listade i Catalogue of Life.